# Happy Goodman Family
Happy Goodman Family foi uma banda gospel formada durante a década de 1940 nos Estados Unidos. Em 1968, venceu o Grammy Award de melhor álbum gospel.